# نيما دلاوري
نيما دلاوري (بالفارسية: نیما دلاوری) هو لاعب كرة قدم إيراني في مركز الدفاع، ولد في 17 سبتمبر 1991 في هشتبر في إيران. لعب مع نادي شهرداري بندر عباس ونادي ملوان ونادي نساجي مازندران.